# 王嘉恩
王嘉恩（1966年1月—），男，汉族，中华人民共和国政治人物。现任香港东源大地有限公司总裁，香港国术总会会长。第十四届全国政协委员。